# Манхаузен
Манхаузен (нем. Mannhausen) — деревня в Германии, в земле Саксония-Анхальт. 
Входит в состав общины Кальфёрде района Бёрде. Население составляет 285 человек (на 31 декабря 2006 года). Занимает площадь 11,01 км².
Впервые упоминается в 1160 году.
Ранее Манхаузен имел статус общины (коммуны). 1 января 2010 года вошёл в состав общины Кальфёрде. Последним бургомистром общины Манхаузен был Манфред Эггелинг. 